# Sportler des Jahres 1974 (Deutschland)
Die Sportler des Jahres 1974 in Deutschland wurden von den Fachjournalisten gewählt und am Jahresende im Kurhaus von Baden-Baden ausgezeichnet. Veranstaltet wurde die Wahl zum 28. Mal von der Internationalen Sport-Korrespondenz (ISK).

## Männer
| Platz | Sportler                             | Sportart       | Punkte | Erfolge 1974                                                                                   |
| ----- | ------------------------------------ | -------------- | ------ | ---------------------------------------------------------------------------------------------- |
| 1.    | Eberhard Gienger                     | Turnen         | 2461   | Weltmeister Reck                                                                               |
| 2.    | Peter Nocke                          | Schwimmen      | 1966   | Europameister 100 und 200 Meter Freistil, 3 × mit der Staffel                                  |
| 3.    | Franz Beckenbauer                    | Fußball        | 1702   | Weltmeister mit der Nationalmannschaft, Europapokalsieger der Landesmeister mit Bayern München |
| 4.    | Hartwig Steenken                     | Springreiten   | 0968   | Weltmeister                                                                                    |
| 5.    | Karl Honz                            | Leichtathletik | 0900   | Europameister 400-Meter-Lauf, Zweiter mit der 4-mal-400-Meter-Staffel                          |
| 6.    | Hans Lutz                            | Bahnradsport   | 0491   | Weltmeister Einer- u. Vierer-Verfolgung                                                        |
| 7.    | Wolfgang Zimmerer/Peter Utzschneider | Bobsport       | 0240   | Weltmeister Zweier- u. Viererbob                                                               |
| 8.    | Helmut Schön                         | Fußball        | 0230   | Weltmeister als Trainer der Nationalmannschaft                                                 |
| 9.    | Reiner Klimke                        | Dressurreiten  | 0182   | Weltmeister Einzel und Mannschaft                                                              |
| 10.   | Helmut Reichmann                     | Segelfliegen   | 0108   | Weltmeister Standardklasse                                                                     |

## Frauen
| Platz | Sportler                           | Sportart        | Punkte | Erfolge 1974                                                               |
| ----- | ---------------------------------- | --------------- | ------ | -------------------------------------------------------------------------- |
| 1.    | Christel Justen                    | Schwimmen       | 1279   | Europameisterin 100 Meter Brust, Zweite mit der Lagenstaffel               |
| 2.    | Christa Zechmeister                | Ski Alpin       | 1070   | Weltcup-Gewinnerin Slalom                                                  |
| 3.    | Rita Wilden                        | Leichtathletik  | 0517   | Europameisterschafts-Dritte 400-Meter-Lauf                                 |
| 4.    | Annegret Richter                   | Leichtathletik  | 0184   | Europameisterschafts-Zweite 4-mal-100-Meter-Staffel, Fünfte 100-Meter-Lauf |
| 5.    | Helga Masthoff                     | Tennis          | 0156   | Sieg „German Open“                                                         |
| 6.    | Sigrid Müllenbach                  | Rollkunstlauf   | 0130   | Weltmeisterin                                                              |
| 7.    | Liselott Linsenhoff                | Dressurreiten   | 0127   | Weltmeisterin Mannschaft, Zweite Einzel                                    |
| 8.    | Christa Vahlensieck-Kofferschläger | Leichtathletik  | 0123   | Europarekord Marathonlauf                                                  |
| 9.    | Liesel Westermann                  | Leichtathletik  | 074    | Europameisterschafts-Siebte                                                |
| 10.   | Ute Scheile/Petra Wenzel           | Trampolinturnen | 070    | Weltmeister Synchron                                                       |

## Mannschaften
| Platz | Sportler                           | Sportart      | Punkte | Erfolge 1974                                           |
| ----- | ---------------------------------- | ------------- | ------ | ------------------------------------------------------ |
| 1.    | Deutsche Fußballnationalmannschaft | Fußball       | 1829   | Weltmeister                                            |
| 2.    | Bahnrad-Vierer                     | Bahnradsport  | 0766   | Weltmeister Vierer-Verfolgung                          |
| 3.    | FC Bayern München                  | Fußball       | 0503   | Europapokalsieger der Landesmeister, Deutscher Meister |
| 4.    | Schwimmstaffeln Männer             | Schwimmen     | 0376   | dreifacher Europameister                               |
| 5.    | VfL Gummersbach                    | Handball      | 0203   | Europapokalsieger der Landesmeister, Deutscher Meister |
| 6.    | Dressurreiter-Equipe               | Dressurreiten | 0169   | Weltmeister                                            |
| 7.    | SC Frankfurt 1880                  | Hockey        | 070    | Sieger EuroHockey Club Champions Cup                   |
| 8.    | Luftgewehrschützen-Mannschaft      | Sportschießen | 037    | Weltmeister Luftgewehr                                 |